# Allsvenskan de 2016
O campeonato de futebol da Suécia da temporada de 2016 - Allsvenskan 2016 – decorreu no período de abril a novembro.

A dureza do inverno sueco dificulta ou impede a prática do futebol no exterior durante os meses de inverno, sendo por isso preferida a temporada primavera-outono, embora isso provoque um desfazamento negativo em relação aos países que adotam a temporada outono-primavera.
Esta época, a competição foi disputada por 16 clubes. Contou com dois novos clubes, promovidos da Superettan: o Jönköpings Södra e o Östersunds FK.

O campeão da temporada foi o Malmö FF de Malmö.

Baixaram de divisão automaticamente o Falkenbergs FF e o Gefle IF (último e penúltimo classificados da Allsvenskan), assim como o Helsingborgs IF (antepenúltimo classificado da Allsvenskan) que foi derrotado em playoff pelo Halmstads BK (terceiro classificado da Superettan).

## Campeão de 2016
| Allsvenskan 2015              |
| Sweden                        |
| ----------------------------- |
| Malmö FF Campeão (22º título) |

## Participantes 2016
| Clube            | Cidade      | Estádio          | Capacidade |
| ---------------- | ----------- | ---------------- | ---------- |
| AIK              | Solna       | Friends Arena    | 50 000     |
| BK Häcken        | Gotemburgo  | Rambergsvallen   | 6 000      |
| Djurgårdens IF   | Estocolmo   | Tele 2 Arena     | 30 000     |
| Falkenbergs FF   | Falkenberg  | Falkenbergs IP   | 6 000      |
| Gefle IF         | Gevália     | Strömvallen      | 6 711      |
| Jönköpings Södra | Jönköping   | Stadsparksvallen | 5 200      |
| Helsingborgs IF  | Helsingborg | Olympia          | 16 500     |
| Hammarby IF      | Estocolmo   | Tele2 Arena      | 30 000     |
| IF Elfsborg      | Borås       | Arena de Borås   | 16 899     |
| IFK Göteborg     | Gotemburgo  | Gamla Ullevi     | 18 416     |
| IFK Norrköping   | Norrköping  | Nya Parken       | 17 234     |
| Kalmar FF        | Kalmar      | Guldfågeln Arena | 12 000     |
| Malmö FF         | Malmö       | Estádio Swedbank | 24 000     |
| GIF Sundsvall    | Sundsvália  | Norrporten Arena | 7 700      |
| Örebro SK        | Örebro      | Behrn Arena      | 12 000     |
| Östersunds FK    | Östersund   | Jämtkraft Arena  | 6 000      |

FONTE: 

## Tabela classificativa de 2016
FONTE: 

## Melhores marcadores de 2016

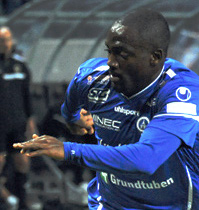
John Owoeri (BK Häcken).

| Posição | Jogador               | Clube          | Golos |
| ------- | --------------------- | -------------- | ----- |
| 1       | John Owoeri           | BK Häcken      | 17    |
| 2       | Sebastian Andersson   | IFK Norrköping | 14    |
| 2       | Vidar Örn Kjartansson | Malmö FF       | 14    |
| 4       | Viktor Prodell        | IF Elfsborg    | 13    |
| 5       | Michael Olunga        | Djurgårdens IF | 12    |

FONTE: Skytteliga (Federação Sueca de Futebol)